# MR3 (Eswatini)
Die MR3 road oder Matsapha–Mbabane–Ngwenya road (Road No. MR3) ist eine der Hauptverkehrsstraßen von Eswatini. Sie ist eine der am meisten befahrenen Straßen im Land, zumal sie das Land von Ost nach West durchquert. Zusammen mit MR7 und MR8 bildet sie des „Rückgrat von Swasilands internem Transport-System“.

## Verlauf
Sie verbindet die EN5 road in Mosambik in der Nähe von Namaacha (⊙) mit der National Route 17 in Südafrika (⊙) in der Nähe von Ngwenya. Die Straße verläuft durch den Hlane-Royal-Nationalpark und durch die Hauptstadt  Mbabane, etwa 110 km weiter südwestlich. Die Straße steigt hinab ins Ezulwini Valley mit einer vierspurigen Fahrbahn. In Manzini überquert eine Brücke den Fluss Mzimene.

## Geschichte
Als die Straße in den 1960ern gebaut wurde, wurden Bedenken vorgebracht, weil die Route entlang der Grenze des Hlane-Royal-Nationalparks entlanggeführt wurde auf Drängen von Zucker-Plantagen. Experten bescheinigten, dass keine Umweltschäden aus dem Streckenverlauf entstehen würden, aber jährlich werden hunderte Antilopen, Wildschweine, Büffel und andere Großtiere zu Tode gefahren.
Die Trasse von Mbabane nach Matsapha wurde von der African Development Bank und der Europäischen Union finanziert und 1999 fertiggestellt. Seit 1999 hat die African Bank und die Regierung von Eswatini die Straße nach Ngwenya feninziert, einen regionalen Entwicklungs-Korridor (Two International Roads Project). Die Kosten des Projekts werden auf ZAR 463,45 Mio. (entspricht ca. 26,136 Euro).